# Ievhenia Nioukhalova
Ievhenia Mykolaïvna Nioukhalova (ukrainien : Євгенія Миколаївна Нюхалова) est une joueuse de volley-ball ukrainienne née le 23 mai 1995 à Sievierodonetsk. Elle mesure 1,92 m et joue au poste d'attaquante. 

## Clubs
| Club                        | De        | À         |
| --------------------------- | --------- | --------- |
| VK Severodontchanka         | 2007-2008 | 2012-2013 |
| VBC Voléro Zurich           | 2013-2014 | 2014-2015 |
| ES Le Cannet                | 2015-2016 | 2015-2016 |
| PSL-F2 Logistics Manila     | août 2016 | oct 2016  |
| VK Severodontchanka         | 2016-2017 | 2016-2017 |
| LP Kangasala                | jan 2017  | mai 2017  |
| Thompson Rivers University  | 2018-2019 | 2018-2019 |
| Vancouver Island University | 2019-2020 | …         |

## Palmarès
- Coupe de Suisse
  - Vainqueur: 2014, 2015.
- Championnat de Suisse
  - Vainqueur : 2014, 2015.
- Supercoupe de France
  - Vainqueur : 2015.